# Zazie
Zazie (nació el 18 de abril de 1964 en Boulogne-Billancourt, Francia) cuyo verdadero nombre es Isabelle de Truchis de Varennes es una cantante y compositora francesa. También es coproductora de sus propios álbumes junto con otros productores.
En Francia es muy conocida realizando grandes giras por todo el país. Sus letras son la mayor parte de ellas sobre el amor, aunque tiene algunas de temas más variados como la igualdad hombre-mujer, agradecimientos a sus fanes, sobre las desigualdades en el mundo, etc. Algunos de sus álbumes fueron grabados en una cueva, como lo hiciera su admirado Peter Gabriel.
Hasta la fecha 2018[actualizar] ha publicado diez álbumes, siendo el primero Je, tu, ils y el último, Essenciel. Durante todos estos diez álbumes de estudio, EP, DVD, y álbumes en directo Zazie ha evolucionado de un estilo Pop rock a un estilo más electrónico siendo el álbum que marca este giro Rodéo.

## Biografía
Su padre era un arquitecto y su madre maestra de música. Mide 1,76 metros y antes de ser cantante fue modelo. En 1992, debutó con el álbum Je Tu Ils. En 1995 lanzó su segundo disco llamado Zen, que fue escrito y producido junto con Vicent-Marie Bouvot y sería el último en el que participaría Pascal Obispo. Del álbum se extrajeron los sencillos Zen y Homme Sweet Homme.
En 1996 el sencillo Un point c’est toi del mismo álbum fue tema de discusión en el canal MuchMusic de Canadá, en el programa Too Much 4 Much debido a su polémico contenido. A final de cuentas el panel de discusión consideró correcto el vídeo para el público.
En el vídeo, un grupo de cuatro chicas, incluida Zazie, siguen a dos chicos hasta un lago. Allí se despojan de su ropa y nadan desnudos. Zazie fantasea con los besos de uno de ellos. Sin embargo al final los dos chicos se sientan a la orilla y se besan desilusionando al grupo de chicas que los observaban. En 1997, Pascal Obispo y Zazie lanzaron el sencillo Les meilleurs Ennemis.
En 1998 salió a la luz Made In Love, coproducido por Ali Staton, Pierre Jaconelli y Zazie. Las fotos de álbum fueron tomadas por el fotógrafo de moda Jean-Baptiste Mondino quien también trabajara con Björk.
Las canciones Ça fait mal et ça fait rien, Tous des anges, y Tout le monde fueron lanzadas como sencillos. Este álbum fue seguido por otro en vivo, Made In Live, en 1999, año en el que escribió una canción para Jane Birkin.
En 2001 cantó a dueto la canción À ma place junto a Axel Bauer publicada en el álbum de Zazie Ze Live!, siendo una canción que llegó al número cuatro de las listas de popularidad francesas.[cita requerida] Zazie agregó una vez más contenido gay en la canción Adam et Yves del álbum La Zizanie, lanzado en el 2001. Este álbum fue producido solo por Pierre Jaconelli. Otros sencillos fueron Rue de la paix y Danse avec les loops.
En 2003 lanza un disco en directo, Ze Live grabado desde el Bataclan, que se editó en DVD y en audio CD. Durante el concierto se grabó de nuevo (en vivo) la canción Dans la lune junto al guitarrista Fabien Cahen como invitado, que por aquel entonces era su pareja y es padre de su hija Lola.
Su siguiente álbum llamado Rodéo, coproducido con Jean-Pierre Pilot y Philippe Paradis fue lanzado en el 2004. El vídeo de la canción Excuse-moi muestra a Zazie interpretando el rol de una mujer hindú quien abandona a su infiel marido. También lanza Rodéo Tour, la versión en vivo de Rodéo en 2006 que fue grabada en Bruselas.
En febrero del 2007 lanza su sexto álbum, Tótem. Como su anterior disco, fue producido por Jean-Pierre Pilot y Philippe Paradis. El Tótem Tour se inició el primero de junio del 2007. Se extrajeron cuatro sencillos de Tótem : Des Rails, Je suis un homme, J'étais là y Flower Power. Ese mismo año escribe la canción Jacques a dit para el cantante Christophe Willem. Esta canción también ha sido cantada a dúo por ambos artistas en televisión y a su vez Zazie también la usó como parte del repertorio de su gira en 2007 y 2008.[cita requerida]
La gira de Tótem constó de dos partes,[cita requerida] la primera en verano de 2007 de junio a octubre,[cita requerida] esta gira se dio en grandes salas de conciertos como los Zenith repartidos por toda Francia. Más tarde en enero y febrero de 2008 hubo una gira por pequeños locales que culminó con el lleno total de la sala La Cigale de París los días 15 y 16 de febrero.[cita requerida] En esta segunda parte de la gira se redujo el número de canciones pero a cambio se dio un ambiente muchísimo más íntimo y cercano a Zazie.
A su vez en la gira Tótem Tour se añadió (en su primera parte) la canción Haut les mains un inédito de Zazie que posteriormente salió en la edición navideña de Tótem, a su vez esta canción también podía ser comprada en formato digital.[cita requerida]
El 17 de noviembre de 2008 sale a la venta Zest of Zazie un recopilatório de toda su carrera que saldrá en diferentes formatos, previamente a la salida del disco se lanza el 27 de octubre FM Air (en formato físico, unos días antes se lanzaría en formato digital), el sencillo, y una de las dos canciones inéditas del álbum junto con Un peu beaucoup.
La canción FM Air es una canción particular, que resume en su letra varios títulos famosos de la cantante, igualmente ocurre con el clip de la canción que hace múltiples referencias a momentos de la carrera de Zazie, giras, álbumes y videoclips.
A finales del 2010 llega su nuevo álbum llamado Za7ie, el álbum fue precedido por siete EP cada uno haciendo referencia a un día de la semana y cada uno planteando un tema único, por ejemplo; Collectif - los siete temas son colaboraciones -, Recyclage - los siete temas contienen un sampler de otros tema anteriores de Zazie -, etc.
Zazie ha sido calificada una de las mejores cantantes francesas.[cita requerida]

## Discografía

### Álbumes
| Año  | Álbum         | FR | BE | SU | Ventas                     |
| ---- | ------------- | -- | -- | -- | -------------------------- |
| 1992 | Je tu ils     | -  | -  | -  |                            |
| 1995 | Zen           | 8  | 15 | -  | Francia: Oro (100,000)     |
| 1998 | Made In Love  | 3  | 17 | -  | Francia: Platino (345,000) |
| 2001 | La Zizanie    | 1  | 1  | 28 | Francia: Platino (530,000) |
| 2004 | Rodéo         | 2  | 2  | 45 | Francia: Platino (400,000) |
| 2007 | Tótem         | 1  | 1  | 10 | Francia: Platino (315,000) |
| 2008 | Zest of Zazie |    |    |    |                            |
| 2010 | Za7ie         |    |    |    |                            |

### Álbumes en vivo
| Año  | Álbum        | FR | BE | SU | Sales                   |
| ---- | ------------ | -- | -- | -- | ----------------------- |
| 1999 | Made In Live | 30 | 39 | -  | Francia: Plata (75,000) |
| 2003 | Ze Live!!    | 3  | 6  | 47 | Francia: Oro (120,000)  |
| 2006 | Rodéo Tour   | 12 | 7  | 79 | Francia: 26,000         |

### Sencillos
| Año  | Sencillo                                  | FR | BE |
| ---- | ----------------------------------------- | -- | -- |
| 1992 | Sucré salé                                | 46 | -  |
| 1995 | Larsen                                    | 38 | -  |
| 1995 | Zen                                       | 23 | -  |
| 1996 | Un point c'est toi                        | 24 | -  |
| 1996 | Homme sweet homme                         | -  | -  |
| 1997 | Les meilleurs ennemis (con Pascal Obispo) | 39 | 20 |
| 1998 | Tous des anges                            | 87 | -  |
| 1998 | Ça fait mal et ça fait ríen               | 75 | -  |
| 1998 | Tout le monde                             | 23 | 34 |
| 1998 | Made in LoveA                             | -  | -  |
| 1998 | Chanson d'amiA                            | -  | -  |
| 1999 | CyberA                                    | -  | -  |
| 2001 | À ma place (con Axel Bauer)               | 4  | 1  |
| 2001 | Rue de la paix                            | 11 | 11 |
| 2002 | Adam et Yves                              | 22 | -  |
| 2002 | Sur toiA                                  | -  | -  |
| 2003 | Danse avec les loops                      | 53 | -  |
| 2004 | RodéoA                                    | -  | -  |
| 2004 | Toc, Toc, TocA                            | -  | -  |
| 2004 | Excuse-moiA                               | -  | -  |
| 2004 | OuiA                                      | -  | -  |
| 2007 | Des rails                                 | -  | 25 |
| 2007 | Je suis un homme                          | 7  | 7  |
| 2007 | J'étais làA                               | -  | -  |
| 2008 | Flower Power                              | -  | -  |
| 2008 | FM air                                    | 8  | 20 |
| 2010 | Avant l'amour                             | -  | -  |

A Sólo promo.